# Herwig Gückelhorn
 Herwig Gückelhorn (* 4. Juni 1930 in Olmütz) ist ein deutscher Wirtschaftswissenschaftler, Journalist und Publizist. Gückelhorn war Chefredakteur des Rheinischen Merkur von 1973 bis 1979 sowie Vorstandsmitglied des Gerling-Konzerns.

## Leben
Herwig Gückelhorn studierte Wirtschaftswissenschaften in München und wurde 1955 an der staatswirtschaftlichen Fakultät mit der Arbeit Stand und Entwicklungstendenzen der Veruntreuungsversicherung an der Ludwig-Maximilians-Universität München promoviert. Er begann seine berufliche Laufbahn in der Münchener Rückversicherungs-Gesellschaft und bei der Hermes Kreditversicherungs-AG, wechselte aber nach einem Jahr zum Wirtschaftsjournalismus. Er wurde Redakteur und ab 1960 Leiter der Wirtschaftsredaktion bei der Deutschen Zeitung, später beim Rheinischen Merkur, dem er seit 1969 als stellvertretender Chefredakteur und von 1973 bis Ende 1979 als alleiniger Chefredakteur vorstand. In diese Zeit veröffentlichte er zahlreiche Publikationen in allen Medien, darunter auch drei Bücher.
Hans Gerling holte ihn 1980 als Vorstand in den Gerling-Konzern, naturgemäß zunächst für die Öffentlichkeits-Ressorts Presse, Information und Werbung. Dazu traten bald das Produkt-Management, die Rechtsschutz-Versicherung und Bereiche der systematisch ausgebauten Consulting-Gruppe. Herwig Gückelhorn wurde später Vorstandsmitglied der Gerling-Konzern Vertriebs-AG und der Gerling-Konzern Rechtsschutz Versicherungs-AG.
Innerhalb wie außerhalb des Gerling-Konzern hatte der gebürtige Sudetendeutsche eine Reihe weiterer Funktionen inne. Unter anderem ist er Vorsitzender des Ausschusses für Presse und Öffentlichkeitsarbeit der Bundesvereinigung der Deutschen Arbeitgeberverbände, Mitglied des Öffentlichkeitsausschusses des Arbeitgeberverbandes der Versicherungsunternehmen und auch des Rotary Clubs.

## Schriften (Auswahl)
- Höhere Löhne. Wohltat oder Plage, Schwab Stuttgart 1958
- Weniger arbeiten – mehr verdienen, Möglichkeiten und Grenzen der Arbeitszeitverkürzung, Luchterhand Neuwied/Berlin 1962
- Der schwache Punkt Tarifautonomie – Arbeitgeber kritisieren die Lohnleitlinien der Gutachter in: Rheinischer Merkur vom 2. Dezember 1966
- Das Heil aus der schleichenden Aufwertung – Abstruse Ideen und eine vernünftige Lohnleitlinie im Gutachten, in: Rheinischer Merkur vom 9. Dezember 1966
- Inflation, Schicksal oder Schuld?, Fromm Osnabrück 1971
- Umwelthaftungsrecht. Umwelt – Unternehmen – Haftung. Strategien zur Bewältigung eines Schlüsselthemas, ecomed München 1988, ISBN 3-609-65770-7, zusammen mit Ulrich Steger

| Personendaten    | Personendaten                                                  |
| ---------------- | -------------------------------------------------------------- |
| NAME             | Gückelhorn, Herwig                                             |
| KURZBESCHREIBUNG | deutscher Wirtschaftswissenschaftler, Journalist und Publizist |
| GEBURTSDATUM     | 4. Juni 1930                                                   |
| GEBURTSORT       | Olmütz                                                         |